# Friedrich Ratzel
Friedrich Ratzel (Karlsruhe, 1844. augusztus 30. – Ammerland, 1904. augusztus 9.) német geográfus és földrajzi író.

## Élete
Természettudományi és földrajzi tanulmányainak befejeztével 1869-től 1875-ig nagyobb utazásokat tett hazánkban, Olaszországban, Észak-Amerikában, Nyugat-Indiában és mint önkéntes vett részt az 1870-es háborúban. 1876-ban nevezték ki a müncheni politechnikumra, 1886-ban a lipcsei egyetemre a földrajz tanárának. 1882-től 1884-ig az Auslandot szerkesztette.

## Nevezetesebb művei
- Anthropogeographie I. (1882, ez a műve jelent meg magyar fordításában)
- Völkerkunde (3 kötet, Lipcse 1885-88, 2. kiadás, 2 kötet, 1894)
- Anthropogeographie II. (1891)
- Sein und Werden der Organischen Welt (Lipcse, 1868)
- Wandertage eines Naturforschers (2 kötet, uo., 1873-74)
- Städte und Kulturbilder aus Nordamerika (2 kötet, uo. 1876)
- Die chinesische Auswanderung (Boroszló, 1876)
- Aus Mexiko (uo., 1878)
- Die Schneedecke besonder in den deutschen Gebirgen (Forschungen zur deutschen Landes- und Volkskunde, uo., 1889)
- Staat und sein Boden geographisch betrachtet (Lipcse, 1896)

## Magyarul megjelent művei
- A föld és az ember. Anthropo-geographia vagy a földrajz történeti alkalmazásának alapvonalai; ford. Simonyi Jenő; Akadémia, Bp., 1887 (A Magyar Tudományos Akadémia Könyvkiadó Vállalata-sorozat)